# فرانكلين روبنز
فرانكلين روبنز (بالإنجليزية: Franklin Robbins)‏ هو لاعب كرة مضرب أمريكي، ولد في 1922، وتوفي في 6 سبتمبر 2012.